# Терехов, Владимир Павлович (футболист)
Владимир Павлович Терехов (род. 2 июля 1934) — советский футболист, нападающий. Мастер спорта СССР (1959).

## Биография
В 1952 году играл в составе победителя первой группы чемпионата Белорусской ССР ОДО Минск — один гол в 14 играх. В 1955—1956 годах выступал за дубль московского «Динамо» — 30 игр, три гола. В 1957—1959 годах в «Торпедо» Москва в чемпионате СССР провёл 23 игры, забил четыре гола. В 1960—1961 годах за минскую «Беларусь» в чемпионате СССР в 42 матчах забил два гола. Карьеру в командах мастеров завершил в 1962 году в минском СКА, до 1965 года играл в чемпионате Белорусской ССР за «Торпедо» Минск.
Дальнейшая судьба неизвестна.